# Рукометна репрезентација Црне Горе
Рукометна репрезентација Црне Горе представља Црну Гору у међународним такмичењима у рукомету и налази се под контролом Рукометног савеза Црне Горе (РСЦГ). Највећи успјеси репрезентације су пласман на Свјетско првенство 2013. и три учешћа на Европском првенству (2008, 2014, 2016).
Прије обнове независности (2006), Рукометни савез Црне Горе је функционисао у склопу рукометних савеза: 
- ФНР Југославије (1945 – 1963)
- СФР Југославије (1963 – 1992)
- СР Југославије (1992 – 2003) и
- Србије и Црне Горе (2003 – 2006)

То значи да су рукометаши из Црне Горе наступали за националне тимове поменутих држава. Највећи допринос заједничким успјесима пружили су Веселин Вујовић, Ненад Перуничић, Предраг Перуничић, Никола Аџић, Блажо Лисичић, Петар Каписода, Горан Ђукановић и Ратко Ђурковић.

## Историјат

### Први кораци (2006 – 2009)
Процес стварања рукометне репрезентације Црне Горе започет је недуго након обнове независности. РСЦГ је примљен у ЕХФ и ИХФ, а за селектора националног тима је изабран Перо Милошевић. Прве припремне утакмице су биле заказане за сами крај 2006. године. Селектору су се одазвали скоро сви играчи који су, претходно, наступали за заједничку репрезентацију Србије и Црне Горе (Горан Ђукановић, Петар Каписода, Ратко Ђурковић, Ален Муратовић и Блажо Лисичић). Лијево крило Иван Никчевић и голман Дарко Станић се, иако рођени у Црној Гори, нијесу нашли међу репрезентативцима те државе. У каснијим годинама, они су били стандардни чланови српског националног тима.

#### Премијера: Турнир "Осам нација"
Црногорска репрезентација је прве утакмице одиграла на Турниру "Осам нација", који је, у склопу припрема за квалификације за Европско првенство, организован у Болоњи, од 27. до 29. децембра 2006. године. Премијеру и побједу против Катара (36–24) обиљежили су: Раде Мијатовић, Гојко Вучинић, Младен Ракчевић, Марко Пејовић, Марко Добрковић, Миодраг Кажић, Ратко Ђурковић, Жарко Марковић, Горан Ђукановић (први капитен), Драшко Мрваљевић, Игор Марковић, Никола Вујовић, Петар Каписода, Милош Милошевић, Блажо Лисичић, Ален Муратовић и Мирко Милашевић. Услиједиле су, у једном дану, побједе над Естонијом и Румунијом, а трофеј је освојен након финалног тријумфа над Италијом (38–31).

#### Квалификације за Европско првенство у Норвешкој 2008.
Црна Гора је, у склопу квалификација за пласман на Европско првенство у Норвешкој, требало да одигра шест утакмица у групи и, ако заузме прво мјесто, двије у баражу. Противници у првом дијелу квалификација, одржаних у периоду од 3. до 21. јануара 2007. године, били су Финска, Аустрија и Холандија.
У првој званичној утакмици, одиграној 3. јануара 2007. године, побијеђена је Финска (28–26). Слиједиле су побједе над истим ривалом (41–27), Аустријом (31–24 и 34–33) те Холандијом (32–27). У посљедњој утакмици, против лала, одиграно је неријешено (33–33), чиме је обезбијеђено прво мјесто у групи и баражни окршај са Португалом.
Навијачима црногорске репрезентације је, од догађаја из прве фазе квалификације, у сјећању остала урезана завршница утакмице против Аустријанаца: при резултату 33–33, Алену Муратовићу је преостало тек толико времена да упути шут са девет метара, преко живог зида. Лопта је завршила у мрежи, означивши пролаз Црне Горе у бараж.
У првој утакмици завршне фазе квалификација, Португал је савладан, и то у гостима, резултатом 30–28. У бјелопољском реваншу, одиграном 17. јуна 2007, Црна Гора је, пред 3.500 навијача, новом побједом (33–27) овјерила пласман на континенталну смотру репрезентативног рукомета.
Према предлогу селектора Милошевића, најзаслужнијим појединцима је требало додијелити веће премије. Дио играча није био задовољан том идејом, па се, након неуспјеха у покушају да се пронађе компромис, Милошевић повукао с позиције селектора. Упражњено мјесто је, у августу 2007, попунио Ранко Поповић.

#### Европско првенство у Норвешкој 2008.
Црвени су, у склопу припрема за наступ на Европском првенству, крајем децембра 2007. наступили на Турниру "Осам нација", који су, претходне године, освојили. У групној фази, савладани су Естонци (37–31), Турци (33–24) и Грци (34–29), да би, у репризи прошлог финала, након бољег извођења седмераца, поново били побијеђени Италијани.
Град Драмен је угостио репрезентације из "Б" групе: домаћу Норвешку, затим Данску, Русију и Црну Гору. Црвени су, у наведеној конкуренцији, сматрани апсолутним аутсајдером. Селектор Поповић је повјерење указао шеснаесторици играча. То су били:
- голмани: Стојановић, Мијатовић и Докнић
- пивотмени: Ракчевић, Ђурковић и Пејовић
- лијева крила: Каписода
- десна крила: Добрковић и Свитлица
- лијеви бекови: Муратовић и Рудовић
- средњи бекови: Мрваљевић, Ђукановић и Милашевић
- десни бекови: Рогановић и Марковић

У првом колу је, мимо свих очекивања, изборен реми против Русије (25–25). Након тога, слиједили су порази од Данске (24–32) и Норвешке (22–27). Један освојен бод, уз гол-разлику бољу од руске, био је довољан за историјски пласман у четвртфиналну групу. Ондје су Црногорце чекали Словенци (29–31), Хрвати (26–34) и Пољаци (23–39). На концу, посљедње, шесто, мјесто у четвртфиналној групи и дванаесто мјесто у укупном пласману нијесу били нешто чиме је било ко из црногорског табора могао да буде незадовољан.
Најбољи утисак су, баш као и у квалификацијама, оставили Ален Муратовић, Горан Стојановић и Драшко Мрваљевић.
Први на листи стријелаца био је Муратовић (33), а пратили су га Мрваљевић (28), Каписода (21), Марковић (13), Рогановић (12), Свитлица (10), Ракчевић (9), Рудовић (6), Ђурковић (5), Милашевић (5), Добрковић (4) и Пејовић (3). Капитен Ђукановић, као специјалиста за одбрану, завршио је првенство без постигнутог гола.

#### Квалификације за Свјетско првенство у Хрватској 2009.
Црногорска јавност је имала велика очекивања од баража за пласман на СП у Хрватској. Противник је, чинило се, био по мјери: Румунија. Далеко од сјаја некадашње славе, Румуни су доживљавани као лак плијен. Оно што је, међутим, забрињавало селектора Поповића био је изостанак неколицине веома важних играча: голмана Стојановића, лијевог крила Каписоде и средњег бека Ђукановића.
У првој утакмици, одиграној 8. јуна 2009. године, у Бијелом Пољу, Црвени су славили резултатом 31–27. Ипак, 14. јуна су, у реваншу, Румуни надокнадили предност и, побједом од пет голова разлике (29–24), изборили пласман на Свјетско првенство.
Голове су, у овом двомечу, постизали Мрваљевић (14), Муратовић (13), Свитлица (9), И. Марковић (8), Рогановић (4), Ракчевић (3), Ђурковић (2), Рудовић (1) и Лисичић (1), док се Бакић, Осмајић, Ж. Пејовић и Мартиновић нијесу уписивали у стријелце. На црти су се смјењивали Докнић и Рајковић.
Овај пораз је у црногорским рукометним круговима примљен као катастрофа.

#### Квалификације за Европско првенство у Аустрији 2010.
Нови циклус је започет у врло неповољним околностима. Репрезентативну каријеру су, плански, окончали Ђукановић, Ђурковић и Лисичић, а Муратовић је, као кључни играч, доживио тешку повреду, која га је, фактички, трајно удаљила од националног тима.
На поменуте проблеме се надовезала веома тешка квалификациона група. Требало је, наиме, изборити барем друго мјесто у конкуренцији Шведске, Пољске, Румуније и Турске. Ново име у репрезентацији био је Фахрудин Мелић (десно крило), а знатно већу улогу је, усљед изостанка Муратовића, добио лијеви бек Владимир Осмајић.
У првом колу, одиграном 29. октобра 2008. године, Црвени су доживјели тежак пораз од Пољака (20–30). Слиједиле су побједе над Румунима (35–33) и Турцима (37–31), да би, потом, била укњижена два пораза од Швеђана (29–33 и 24–29). Нови тријумфи над Турском (33–26) и Румунијом (28–27) били су увертира за посљедње коло, у којем је Црној Гори, на домаћем терену, била неопходна побједа над Пољском, како би се пласирали на завршни турнир.
У Никшићу, пред 3.000 навијача, Црна Гора је, 17. јуна 2009, одиграла утакмицу на горњој граници својих могућности. Ипак, то није било довољно за побједу против веома квалитетне Пољске (23–31), па је пласман на Европско првенство остао тек лијепа, неостварена жеља.
У овим квалификацијама, голове за Црну Гору су постизали Рогановић (39), Осмајић (38), Мрваљевић (33), Ж. Марковић (32), Каписода (24), Мелић (17), Ракчевић (15), И. Марковић (8), Милашевић (5), М. Пејовић (7), Свитлица (4), Чолаковић (3), Рудовић (3) и Ж. Пејовић (1). Игор Бакић се није уписивао на листу стријелаца, а улоге голмана су биле повјерене Стојановићу, Докнићу и Косановићу.
Пораз од Пољске је, у симболичком смислу, представљао крај обећавајуће прве фазе у историји црногорске репрезентације и увод у трогодишње таворење, кроз које су пролазили како репрезентативци, тако и њихови навијачи.

### Сиве године (2009 – 2011)

#### Квалификације за Свјетско првенство у Шведској 2011.
У новембру 2009. године, свега два мјесеца прије почетка квалификација за пласман на Свјетско првенство у Шведској, Ранко Поповић је поднио оставку на мјесто селектора црногорске рукометне репрезентације. Замијенио га је Касим Каменица, звучно име из историје југословенског рукомета. Медији су очекивали да ће та промјена бити почетак поновног успона црногорског рукомета.
Ипак, у првој фази квалификација, за коју се очекивало да ће с лакоћом бити пређена, доживљен је прави дебакл. Црна Гора је, на турниру у Италији, одржаном у периоду од 16. до 17. јануара 2010. године, на опште изненађење, поражена од Грчке (26–29), па јој је побједа над домаћом екипом (28–26) донијела друго мјесто, што је, у овако танкој конкуренцији, била врло слаба утјеха, будући да није водило у сљедећи круг квалификација.
Мрежу противника су, у ове двије утакмице, погађали Мрваљевић (7), Рогановић (6), Осмајић (6), Мелић (6), И. Марковић (6), Ж. Марковић (6), Ракчевић (5), Вујовић (5), Рудовић (3), Свитлица (3) и М. Пејовић (1). На листи стријелаца се нијесу нашла имена Каписоде и Ж. Пејовића. Улогу голмана су обављали Стојановић, Докнић и Мијатовић.
Тако је окончан и трећи квалификациони циклус у којем је Црна Гора остала без пласмана на велико такмичење.
Касиму Каменици није продужен мандат, а упражњено мјесто селектора је, одлуком РСЦГ, 14. априла 2010, на изненађење јавности, заузео Миодраг Поповић.

#### Квалификације за Европско првенство у Србији 2012.
Квалификације за Европско првенство су започете тијесним поразом од Шведске (27–30), након чега је, на домаћем терену, у Бару, доживљен катастрофалан пораз од осредње Словачке (25–35). Ужасна форма црногорских репрезентативаца је настављена поразом од Израела (24–29), а побједа над истим ривалом (36–27), у Никшићу, остала је у сјенци дивљања домаћих навијача и прекида, због којег је ЕХФ казнила РСЦГ. То је, уједно, био и посљедњи меч црногорске репрезентације у овом граду.
Посљедње двије утакмице су – и за играче и за навијаче – представљале праву агонију. Црвени су против Швеђана (28–39) и Словака (21–36) више личили на случајно окупљену скупину аматера, него на рукометне професионалце. Све у свему, два бода у шест утакмица, уз веома неповољну гол-разлику (161-196), били су толико лош резултат да се смјена селектора није доводила у питање.
Голове за Црну Гору су постизали Ж. Марковић (21), Мелић (18), Рогановић (16), Ракчевић (15), Мрваљевић (13), С. Вујовић (13), И. Марковић (9), Осмајић (9), Драшковић (9), Шеваљевић (8), Ж. Пејовић (6), Петричевић (4), Грбовић (4), Мајић (3), Дапчевић (3), М. Пејовић (2), Бакић (1), М. Вујовић (1). На списку стријелаца није било Рудовића, Радовића, Перишића и Ласице. На позицији голмана су се мијењали Докнић, Мијатовић, Рајковић и Симић.
Миодраг Поповић се, приликом одласка са функције шефа стручног штаба, осврнуо на стање у црногорском рукомету, наводећи да РСЦГ није довољно добро обављао свој посао, а није много похвалног изрекао ни о односу неколицине репрезентативаца (Жарко Пејовић, на примјер) према репрезентативном дресу.
Једина афирмативна ставка Поповићевог мандата јесте пружање шансе младим играчима који ће, у наредним годинама, чинити окосницу црногорске репрезентације. У априлу 2011. године је за новог селектора изабран Зоран Кастратовић.

### Нови талас (2011 –?)

#### Квалификације за Свјетско првенство у Шпанији 2013.
Црногорска репрезентација је нови квалификациони циклус започела без много очекивања и медијске пажње, што је, испоставило се, било од велике помоћи приликом сучељавања са ривалима, будући да су Црвени, као унапријед прежаљена екипа, били лишени притиска.
По двије побједе над Белгијом (35–27 и 37–33) и Летонијом (31–30 и 32–28), у јануару 2012, одвеле су Кастратовићеве пулене, ојачане присуством повратника Каписоде, у бараж, у којем их је чекала моћна Шведска. У првој утакмици, у Стокхолму, Три круне су биле успјешније (22–21), али је, у реваншу, играном 16. јуна 2012, пред 4.200 црногорских навијача у Морачи, репрезентација Црне Горе, предвођена Васком Шеваљевићем, дошла до једне од највећих побједа (20–18) у својој историји и пласмана на Свјетско првенство.
Овај успјех је утолико већи, уколико се има у виду чињеница да су Швеђани, само два мјесеца након пораза од Црне Горе, освојили сребрну медаљу на Олимпијским играма у Лондону.
У шест квалификационих утакмица, противничке мреже су тресли Мелић (30), Шеваљевић (27), Рогановић (23), Ракчевић (20), Мрваљевић (20), Осмајић (14), И. Марковић (14), Ж. Марковић (12), Вујовић (7), М. Пејовић (4), Грбовић (2), Ж. Пејовић, (2) и М. Ласица (1). Без голова су остали Г. Ласица, Мајић, Милашевић, Перишић и Симовић. На црти су се окушали Мијатовић, Рајковић и Симић.

#### Свјетско првенство у Шпанији 2013.
Црногорска репрезентација је отпутовала у Шпанију испраћена оптимистичним прогнозама. Кастратовић је, за наступ у Гранољерсу, одабрао осамнаест играча. То су били: 
- голмани: Мијатовић, Рајковић и Симић
- пивотмени: Ракчевић, Грбовић и Пејовић
- лијева крила: Каписода (капитен) и Марковић
- десна крила: Мелић и М. Ласица
- лијеви бекови: Шеваљевић, Осмајић и Г. Ласица
- средњи бекови: Милашевић, Мрваљевић и Вујовић
- десни бекови: Рогановић и Симовић

Драшко Мрваљевић се повриједио уочи прве утакмице, па је селектор могао да рачуна на седамнаест играча, од којих су, на свакој утакмици, по двојица била на трибинама.
У првом колу, Црногорци су, у врло тијесној завршници, поражени од Аргентинаца (26–28). Услиједио је убједљив пораз од Француза (20–32), да би, у трећем колу, Тунис био јачи (25–27). Пораз од Њемачке (21–29) је запечатио амбиције Црне Горе на овом такмичењу, па је посљедњи меч, против Бразила (25–26), схваћен као пуко отаљавање посла.
У разигравању за пласман од 21. до 24. мјеста, укњижена је прва побједа на свјетским првенствима (Чиле, 35–31), али је, у борби за 21. мјесто, претрпљен пораз (Јужна Кореја, 27–30), укупно шесто у седам првенствених утакмица. Такав се учинак, засигурно, није могао сматрати успјехом, посебно у контексту чињенице да противници у групи, изузев Француске и, донекле, Њемачке, нијесу представљали сам врх свјетског рукомета.
На врху листе стријелаца је био Шеваљевић (36). Слиједили су Мелић (28), Рогановић (28), Марковић (23), Вујовић (17), Ракчевић (15), Грбовић (8), Милашевић (7), Симовић (5), Осмајић (5), Г. Ласица (3), М. Ласица (2), Пејовић (2) и Каписода (1). Када су у питању одбране голмана, Мијатовић је имао 67 успјешних интервенција, Рајковић 18, а Симић 8.

#### Квалификације за Европско првенство у Данској 2014.
дв

## Резултати репрезентације

### Европска првенства
| Првенство | Турнир                | Пласман   | ИГ | П | Н | И  | ГД  | ГП  | ГР   |
| --------- | --------------------- | --------- | -- | - | - | -- | --- | --- | ---- |
| 2008.     | Четвртфинална група   | 12. место | 6  | 0 | 1 | 5  | 152 | 182 | -30  |
| 2010.     | Није се квалификовала | -         | -  | - | - | -  | -   | -   | -    |
| 2012.     | Није се квалификовала | -         | -  | - | - | -  | -   | -   | -    |
| 2014.     | Групна фаза           | 16. место | 3  | 0 | 0 | 3  | 66  | 84  | -18  |
| 2016.     | Групна фаза           | 16. место | 3  | 0 | 0 | 3  | 76  | 90  | -14  |
| 2018.     | Групна фаза           | 16. место | 3  | 0 | 0 | 3  | 66  | 89  | -23  |
| / 2020.   | Групна фаза           | 18. место | 3  | 1 | 0 | 2  | 70  | 84  | -14  |
| / 2022.   | Друга групна фаза     | 11. место | 7  | 3 | 0 | 4  | 195 | 216 | -21  |
| 2024.     | Групна фаза           | 14. место | 3  | 1 | 0 | 2  | 84  | 86  | -2   |
| Укупно    | 7/11                  |           | 28 | 5 | 1 | 22 | 709 | 831 | -122 |

### Светска првенства
| Првенство      | Турнир                | Пласман   | ИГ | П | Н | И | ГД  | ГП  | ГР  |
| -------------- | --------------------- | --------- | -- | - | - | - | --- | --- | --- |
| Немачка 2007.  | Није се квалификовала |           | -  | - | - | - | -   | -   | -   |
| Хрватска 2009. | Није се квалификовала | -         | -  | - | - | - | -   | -   | -   |
| Шведска 2011.  | Није се квалификовала | -         | -  | - | - | - | -   | -   | -   |
| Шпанија 2013.  | Први круг             | 22. место | 7  | 1 | 0 | 6 | 179 | 203 | -24 |
| Укупно         | 1/4                   | 22. место | 7  | 1 | 0 | 6 | 179 | 203 | -24 |

##### Списак званичних утакмица
| Датум      | Такмичење | Меч           | Меч | Меч                | Резултат | Домаћин        | Публика |
| ---------- | --------- | ------------- | --- | ------------------ | -------- | -------------- | ------- |
| 03.01.2007 | КЕП 2008. | Финска        | -   | Црна Гора          | 26:28    | Ванта          | 1,300   |
| 06.01.2007 | КЕП 2008. | Црна Гора     | -   | Финска             | 41:27    | Будва          | 1,500   |
| 10.01.2007 | КЕП 2008. | Црна Гора     | -   | Аустрија           | 31:24    | Цетиње         | 2,000   |
| 13.01.2007 | КЕП 2008. | Аустрија      | -   | Црна Гора          | 34:35    | Штокерау       | 1,500   |
| 17.01.2007 | КЕП 2008. | Црна Гора     | -   | Холандија          | 32:27    | Бијело Поље    | 3,000   |
| 21.01.2007 | КЕП 2008. | Холандија     | -   | Црна Гора          | 33:33    | Панинген       | 2,000   |
| 10.06.2007 | КЕП 2008. | Португалија   | -   | Црна Гора          | 28:30    | Лагос          | 1,000   |
| 17.06.2007 | КЕП 2008. | Црна Гора     | -   | Португалија        | 33:27    | Бијело Поље    | 3,500   |
| 17.01.2008 | ЕП 2008.  | Црна Гора     | -   | Русија             | 25:25    | Драмен         | 4,000   |
| 18.01.2008 | ЕП 2008.  | Црна Гора     | -   | Данска             | 24:32    | Драмен         | 2,500   |
| 19.01.2008 | ЕП 2008.  | Црна Гора     | -   | Норвешка           | 22:27    | Драмен         | 4,000   |
| 22.01.2008 | ЕП 2008.  | Црна Гора     | -   | Словенија          | 29:31    | Ставангер      | 3,000   |
| 23.01.2008 | ЕП 2008.  | Црна Гора     | -   | Хрватска           | 26:34    | Ставангер      | 2,800   |
| 24.01.2008 | ЕП 2008.  | Црна Гора     | -   | Пољска             | 23:39    | Ставангер      | 2,500   |
| 08.06.2008 | КСП 2009. | Црна Гора     | -   | Румунија           | 31:27    | Бијело Поље    | 3,000   |
| 14.06.2008 | КСП 2009. | Румунија      | -   | Црна Гора          | 29:24    | Велики Варадин | 2,000   |
| 21.10.2008 | КЕП 2010. | Пољска        | -   | Црна Гора          | 30:20    | Бидгошч        | 4,500   |
| 26.11.2008 | КЕП 2010. | Црна Гора     | -   | Румунија           | 35:33    | Никшић         | 3,000   |
| 29.11.2008 | КЕП 2010. | Турска        | -   | Црна Гора          | 31:37    | Ризе           | 1,000   |
| 18.03.2009 | КЕП 2010. | Црна Гора     | -   | Шведска            | 29:33    | Никшић         | 3,500   |
| 22.03.2009 | КЕП 2010. | Шведска       | -   | Црна Гора          | 29:24    | Норћепинг      | 4,000   |
| 10.06.2009 | КЕП 2010. | Црна Гора     | -   | Турска             | 33:26    | Никшић         | 2,500   |
| 13.06.2009 | КЕП 2010. | Румунија      | -   | Црна Гора          | 27:28    | Букурешт       | 2,000   |
| 17.06.2009 | КЕП 2010. | Црна Гора     | -   | Пољска             | 23:31    | Никшић         | 3,500   |
| 16.01.2010 | КСП 2011. | Грчка         | -   | Црна Гора          | 29:26    | Алкамо         | 300     |
| 17.01.2010 | КСП 2011. | Италија       | -   | Црна Гора          | 26:28    | Алкамо         | 1,200   |
| 28.10.2010 | КЕП 2012. | Шведска       | -   | Црна Гора          | 30:27    | Кристијанстад  | 5,000   |
| 31.10.2010 | КЕП 2012. | Црна Гора     | -   | Словачка           | 25:35    | Бар            | 3,000   |
| 09.03.2011 | КЕП 2012. | Израел        | -   | Црна Гора          | 29:24    | Ришон Лецион   | 800     |
| 13.03.2011 | КЕП 2012. | Црна Гора     | -   | Израел             | 36:27    | Никшић         | 3,000   |
| 08.06.2011 | КЕП 2012. | Црна Гора     | -   | Шведска            | 28:39    | Пљевља         | 2,000   |
| 12.06.2011 | КЕП 2012. | Словачка      | -   | Црна Гора          | 36:21    | Кошице         | 8,100   |
| 04.01.2012 | КСП 2013. | Црна Гора     | -   | Белгија            | 35:27    | Цетиње         | 1,000   |
| 07.01.2012 | КСП 2013. | Белгија       | -   | Црна Гора          | 33:37    | Турне          | 800     |
| 11.01.2012 | КСП 2013. | Летонија      | -   | Црна Гора          | 30:31    | Добеле         | 1,000   |
| 13.01.2012 | КСП 2013. | Црна Гора     | -   | Летонија           | 32:28    | Цетиње         | 1,500   |
| 10.06.2012 | КСП 2013. | Шведска       | -   | Црна Гора          | 22:21    | Стокхолм       | 5,000   |
| 17.06.2012 | КСП 2013. | Црна Гора     | -   | Шведска            | 20:18    | Подгорица      | 4,000   |
| 01.10.2012 | КЕП 2014. | Немачка       | -   | Црна Гора          | 27:31    | Манхајм        | 7,300   |
| 04.11.2012 | КЕП 2014. | Црна Гора     | -   | Чешка              | 23:22    | Бар            | 3,000   |
| 12.01.2013 | СП 2013.  | Црна Гора     | -   | Аргентина          | 26:28    | Гранољерс      | 3,000   |
| 13.01.2013 | СП 2013.  | Црна Гора     | -   | Француска          | 20:32    | Гранољерс      | 5,200   |
| 15.01.2013 | СП 2013.  | Црна Гора     | -   | Тунис              | 25:27    | Гранољерс      | 2,500   |
| 16.01.2013 | СП 2013.  | Црна Гора     | -   | Немачка            | 21:29    | Гранољерс      | 3,600   |
| 18.01.2013 | СП 2013.  | Црна Гора     | -   | Бразил             | 25:26    | Барселона      | 2,000   |
| 21.01.2013 | СП 2013.  | Црна Гора     | -   | Кина               | 35:31    | Гвадалахара    | 500     |
| 22.01.2013 | СП 2013.  | Црна Гора     | -   | Јужна Кореја       | 27:30    | Гвадалахара    | 500     |
| 03.04.2013 | КЕП 2014. | Црна Гора     | -   | Израел             | 29:28    | Подгорица      | 2,500   |
| 06.04.2013 | КЕП 2014. | Израел        | -   | Црна Гора          | 28:25    | Ришон Лецион   | 1,000   |
| 12.06.2013 | КЕП 2014. | Црна Гора     | -   | Немачка            | 27:25    | Подгорица      | 3,000   |
| 15.06.2013 | КЕП 2014. | Чешка         | -   | Црна Гора          | 30:25    | Брно           | 2,500   |
| 13.01.2014 | ЕП 2014.  | Црна Гора     | -   | Шведска            | 21:28    | Брондби        | 2,400   |
| 15.01.2014 | ЕП 2014.  | Црна Гора     | -   | Хрватска           | 22:27    | Брондби        | 2,700   |
| 17.01.2014 | ЕП 2014.  | Црна Гора     | -   | Белорусија         | 23:29    | Брондби        | 3,500   |
| 08.06.2014 | КСП 2015. | Црна Гора     | -   | Белорусија         | 28:27    | Подгорица      | 2,000   |
| 15.06.2014 | КСП 2015. | Белорусија    | -   | Црна Гора          | 30:24    | Минск          | 7,500   |
| 29.10.2014 | КЕП 2016. | Србија        | -   | Црна Гора          | 25:21    | Београд        | 7,000   |
| 2.11.2014  | КЕП 2016. | Црна Гора     | -   | Исланд             | 25:24    | Бар            | 2,300   |
| 30.4.2015  | КЕП 2016. | Израел        | -   | Црна Гора          | 19:22    | Тел Авив       | 1,500   |
| 3.5.2015   | КЕП 2016. | Црна Гора     | -   | Израел             | 33:27    | Бар            | 2,500   |
| 10.6.2015  | КЕП 2016. | Црна Гора     | -   | Србија             | 23:23    | Бар            | 2,500   |
| 14.6.2015  | КЕП 2016. | Исланд        | -   | Црна Гора          | 32:23    | Рејкјавик      | 2,050   |
| 16.1.2016  | ЕП 2016.  | Мађарска      | -   | Црна Гора          | 32:27    | Сопот          | 6,864   |
| 18.1.2016  | ЕП 2016.  | Црна Гора     | -   | Данска             | 28:30    | Сопот          | 6,980   |
| 20.1.2016  | ЕП 2016.  | Русија        | -   | Црна Гора          | 28:21    | Сопот          | 5,930   |
| 12.6.2016  | КСП 2017. | Русија        | -   | Црна Гора          | 29:22    | Москва         | 1,800   |
| 15.6.2016  | КСП 2017. | Црна Гора     | -   | Русија             | 19:29    | Бар            | 2,500   |
| 3.11.2016  | КЕП 2018. | Шведска       | -   | Црна Гора          | 36:21    | Лунд           | 3,016   |
| 6.11.2016  | КЕП 2018. | Црна Гора     | -   | Русија             | 24:24    | Бар            | 2,150   |
| 3.5.2017   | КЕП 2018. | Словачка      | -   | Црна Гора          | 27:27    | Хлоховец       | 2,000   |
| 6.5.2017   | КЕП 2018. | Црна Гора     | -   | Словачка           | 31:30    | Бијело Поље    | 2,300   |
| 14.6.2017  | КЕП 2018. | Црна Гора     | -   | Шведска            | 28:24    | Никшић         | 3,600   |
| 17.6.2017  | КЕП 2018. | Русија        | -   | Црна Гора          | 27:27    | Москва         | 2,000   |
| 13.1.2018  | ЕП 2018.  | Црна Гора     | -   | Немачка            | 19:32    | Загреб         | 8,000   |
| 15.1.2018  | ЕП 2018.  | Црна Гора     | -   | Северна Македонија | 28:29    | Загреб         | 5,000   |
| 17.1.2018  | ЕП 2018.  | Црна Гора     | -   | Словенија          | 19:28    | Загреб         | 6,200   |
| 09.06.2018 | КСП 2019. | Хрватска      | -   | Црна Гора          | 32:19    | Осијек         | 4,500   |
| 14.06.2018 | КСП 2019. | Црна Гора     | -   | Хрватска           | 32:31    | Подгорица      | 1,100   |
| 24.10.2018 | КЕП 2020. | Црна Гора     | -   | Фарска Острва      | 24:24    | Подгорица      | 800     |
| 28.10.2018 | КЕП 2020. | Украјина      | -   | Црна Гора          | 29:24    | Суми           | 1,500   |
| 10.04.2019 | КЕП 2020. | Црна Гора     | -   | Данска             | 32:31    | Подгорица      | 4,365   |
| 13.04.2019 | КЕП 2020. | Данска        | -   | Црна Гора          | 37:26    | Копенхаген     | 11,835  |
| 13.06.2019 | КЕП 2020. | Фарска Острва | -   | Црна Гора          | 21:24    | Фарум          | 950     |
| 16.06.2019 | КЕП 2020. | Црна Гора     | -   | Украјина           | 27:21    | Подгорица      | 4,000   |
| 9.1.2020   | ЕП 2020.  | Црна Гора     | -   | Хрватска           | 21:27    | Грац           | 5,600   |
| 11.1.2020  | ЕП 2020.  | Црна Гора     | -   | Србија             | 22:21    | Грац           | 5,500   |
| 13.1.2020  | ЕП 2020.  | Црна Гора     | -   | Белорусија         | 27:36    | Грац           | 5,000   |

КСП - Квалификације за Светско првенство, СП – Светско првенство, КЕП - Квалификације за Европско првенство, ЕП – Европско првенство